# Pojejena Sârbească
Pojejena Sârbească, sau Pojejena de Sus a fost un sat din Banat care astăzi face parte din localitatea Pojejena.

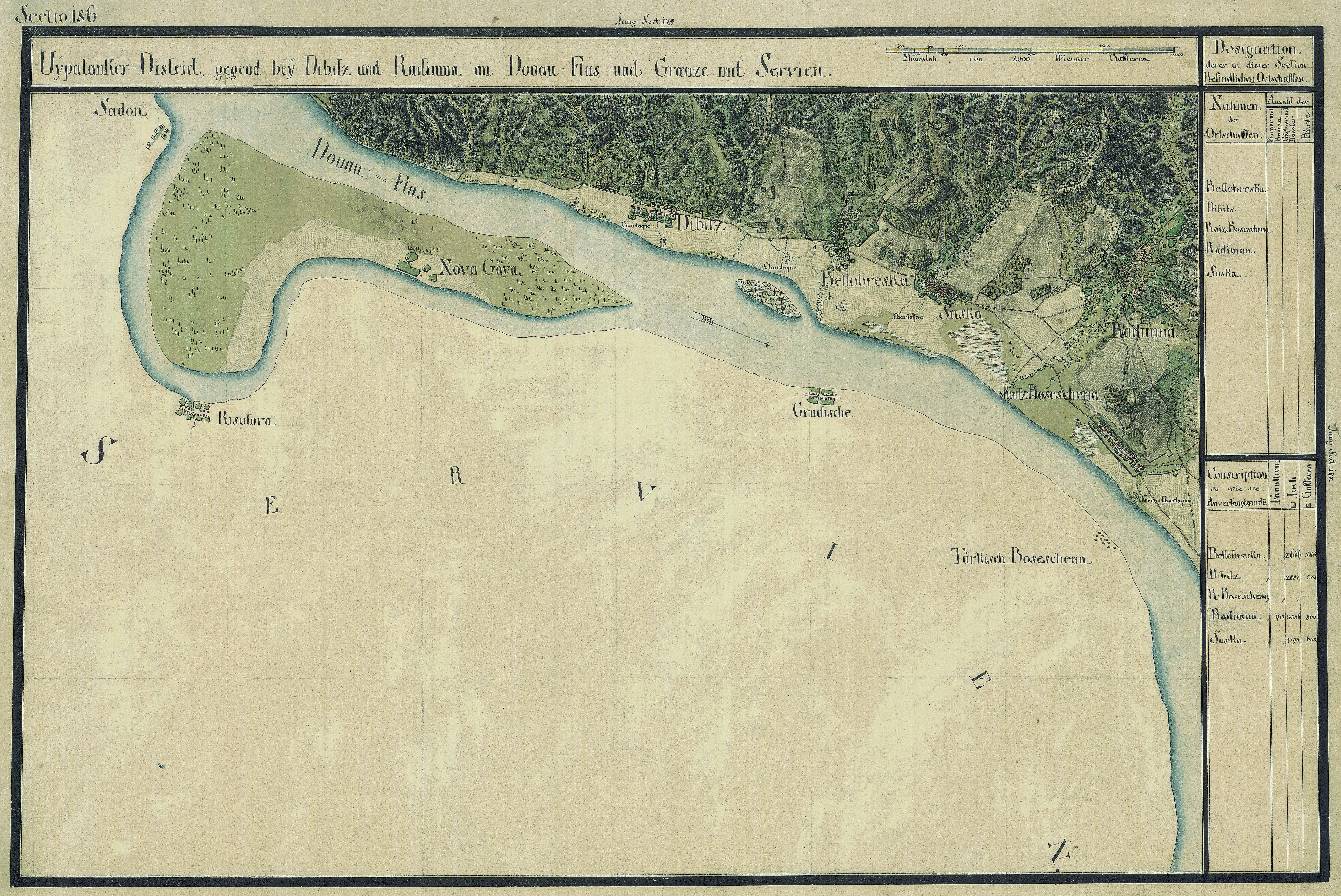
Pojejena Sârbească în Harta Iosefină a Banatului, 1769-72